# Portræt af Christine af Danmark
Portræt af Christine af Danmark er et oliemaleri på et egetræspanel af Hans Holbein den yngre malet i 1538. Portrættet blev bestilt samme år af Thomas Cromwell, rådgiver til Henrik 8. af England, som et forlovelsesportræt efter den engelske dronning Jane Seymours død. Portrættet viser den 16-årige Christine af Danmark, enkehertuginde af Milano. Hendes stærke fremtoning og karakterstyrke er tydelig i portrættet. Selvom Henrik 8. blev interesseret i et forlovelsesprospekt med Christine, endte forlovelsen ikke med at blive realiseret, blandt andet fordi Christine var opmærksom på Henrik 8.'s dårlige behandling af sine hustruer. Christine har angiveligt sagt: "Hvis jeg havde to hoveder, ville jeg med glæde stille mit ene til rådighed for kongen af England". Forskellige politiske og praktiske udfordringer med den protestantiske kirke vanskeliggjorde også matchet.
Kunsthistoriker Derek Wilson skrev, at portrættet "er det skønneste maleri af en kvinde [Holbein] nogensinde malede, og med det sagt, er det et af de skønneste kvindelige portrætter nogensinde malet." På trods af at portrættet ikke endte med det ægteskab, som Henrik 8. havde håbet på, kunne han så godt lide portrættet, at han beholdte det til sin død. Det blev erhvervet af National Gallery i London i 1909, hvor det i dag er permanent udstillet.

## Bestilling
Efter den engelske dronning Jane Seymours død i 1537, blev Holbein bestilt til at male portrætter af adelskvinder værdige til at gifte sig med Henrik 8. Christine var hertuginde af Milano, og enke af Francesco 2. Sforza, som døde i 1535 da Christine var blot 13 år gammel. Thomas Cromwell sendte Holbein og ambassadøren Philip Hoby til Bruxelles for at mødes med Christine. Holbein blev bedt om at male et så direkte, præcist billede af hende som muligt.
Entouraget ankom til Danmark den 10. marts 1538, hvor Christine sad model til portrættet den 12. marts i tre timer mellem klokken 13 og 16. Holbein havde mulighed for at konversere med Christine på hendes modersmål: tysk. Den eftermiddag lavede han de indledende skitser af hendes hoved; det endelige oliemaleri blev færdiggjort på et tidspunkt kort efter hans tilbagevenden til England.
Henrik 8. blev så betaget af de indledende farvetegninger — som kun viste hendes hoved — at, ifølge den kejserlige ambassadør Eustace Chapuys, "siden han så det, har han været i meget bedre humør end han nogensinde har været, og beder musikerne om at spille på deres instrumenter hele dagen lang". På baggrund af tegningen, kommissionerede han Holbein til at udvide portrættet til et i fuld figur.

## Beskrivelse
Christine står i fuld figur med front mod beskueren. Hun står mod en turkis baggrund, meget lig burgunderkunstens stil at det 15. århundrede. Hun er klædt i sorte sorgeklæder årevis efter hendes mands død, hvilket var sædvane for italienske adelige ægteskaber. Hendes sorte kjoles kanter er beklædt med brun pels. Hun kaster en skygge på væggen bag hende, og endnu en skyggestribe i portrættets højre side kastes af en ikke-set kilde. Hendes ansigtstræk er yderst engagerende, og hun har fået friske, røde læber, hvis farve genkaldes i den røde ring på hendes finger. Hendes ungdommelighed er fremhævet gennem et halvt smil, hendes ovale ansigt, et genert udtryk og smilehuler.
Selvom portrættet er fyldt med adelige indikatorer, har hun taget sine handsker af, hvilket giver en uformel, intim atmosfære. Hun har fået en næsten perfekt, hvid hud, som er kontrast mod den sorte overkjole.